# 北コルドファン州
北コルドファン州（きたコルドファンしゅう、アラビア語: شمال كردفان、Šamāl Kurdufān）は、スーダン中部のオベイドを州都とする州である。2013年以降の面積は 185,302 km2、人口は 2,216,200 人（2018年推計）。

## 歴史
北コルドファン州が含まれる地域には、数世紀の間Dar Hamid、Dar Hamar、Guamaa、Kababish、Bideriya、Shwehat、Yazeedなどでの牧畜で生計を立てる遊牧民が居住していた。
スーダンは1956年に独立したものの、独立に前後するようにして、北部のイスラム教徒と南部のキリスト教徒の宗教対立などを背景として、内戦に陥った。そのような中で、1994年にコルドファン州が北コルドファン州、南コルドファン州、西コルドファン州に分割され、北コルドファン州が成立した。参考までに、スーダンの内戦が一応終結したのは、南スーダンの分離独立が決まった2005年だった。この2005年に、西コルドファン州が廃止・分割され、北コルドファン州と南コルドファン州に再編された。この結果、北コルドファン州の面積は221,900	 km2になった。2013年7月13日、西コルドファン州が再度設置され、面積が縮小した。
なお、2008年時点の州内の人口は、2,920,992人であった。また、州都オベイドの2009年時点の推定人口は、約43万5千人程度であった。

## 気候
スーダンは一般に南部の方が降雨量が多く、北上するにつれて乾燥が激しい傾向にある。北コルドファン州の気候は乾燥帯に該当し、州内の多くを沙漠が占めている。州内の河川と言っても、それは充分な降雨量が有った際にだけ表流水が現れるミルク・ワディなどである。特に、1960年代の半ばから、過放牧や人為的な植生破壊などによる沙漠化が進行した。元来、スーダンの中部は季節風の影響を受けて、雨季には降雨も見られる地域であった。ところが、人為的な気候変動のためか、その雨季において、旱魃に見舞われる頻度が高まり、特に、20世紀後半以降に旱魃が目立ってきた。

## 産業
スーダン独立から2005年まで続いた内戦と、沙漠化の進行によって、産業は疲弊した状態にある。それでも、21世紀初頭において州内では、非政府組織（NGO）と協調した再開発が進められている。なお、NGOによって「women's centres」が設置され、多くの女性が収入を得られるようになった。